# 墨玉路
墨玉路是中華人民共和國上海市嘉定區安亭鎮一條南北走向道路，道路南起曹安公路，北至寶安公路，它是安亭工业园区內的一條南北幹道。道路全长1.4公里，寬7米，為瀝青路面，道路始建於1960年，路名來自於新疆維吾爾自治區墨玉縣。當時修建了曹安公路至昌吉路路段。1986年向北延伸至民丰路，1994年道路全线拓宽。
墨玉路以北的墨玉北路始建於1995年，當時當局修建了民丰路至宝安公路的路段。1998年延伸至外青松公路。墨玉路以南的墨玉南路始建於1996年。